# Калайтановка
Калайтановка (укр. Калайтанівка) — село,
Карло-Марксовский сельский совет,
Бердянский район,
Запорожская область,
Украина.
Код КОАТУУ — 2320682503. Население по переписи 2001 года составляло 251 человек.

## Географическое положение
Село Калайтановка находится на берегу реки Берда,
ниже по течению на расстоянии в 2,5 км расположено село Глодово.

## История
- 1836 — дата основания.
- По состоянию на 2016 год население составляет 67 человек[источник не указан 3306 дней]